# 유엔 신탁 통치 이사회

유엔 신탁 통치 이사회(United Nations Trusteeship Council)

유엔 신탁 통치 이사회 또는 국제 연합 신탁 통치 이사회(國際聯合信託統治理事會, United Nations Trusteeship Council)는 유엔에서 신탁통치에 관한 문제를 다루는 일을 한다. 유엔의 6개 주요 기관 중 하나이다. 신탁 지역을 주민들의 이익과 국제 평화 및 안보를 위해 관리하기 위해 설립되었다. 신탁 통치 지역의 대부분은 제2차 세계 대전이 끝났을 때 패전국에서 취한 영토이거나 이전에 국제 연맹의 위임통치령 지역으로 현재는 독립된 국가로서 또는 인접 국가에 포함됨으로써 자치령이 되거나 독립 국가가 되었다. 1994년에 팔라우가 독립하면서 이 기관은 명목상으로는 존재하지만, 구체적이고 실질적인 기능이 사라지게 되었다. 이 기관의 본부는 미국 뉴욕에 있다.

## 개요
국제연합헌장에 규정된 국제신탁통치제도를 관장하는 기관으로
1. 신탁통치지역의 시정권자(施政權者)가 제출하는 보고를 심의하며,
2. 주민의 청원을 수리하되 이를 시정권자와 협의하여 심사하고,
3. 시정권자와 협정한 시기에 각각의 신탁통치지역에 대한 정기적 시찰을 행하며,
4. 체결된 신탁통치협정의 내용에 따른 이행과 그것을 위한 제반조치를 총회의 권위 아래 수행한다.

또한 각 신탁통치지역 주민의 정치적·경제적·사회적·교육적 진보에 관한 질문서를 작성하여 시정권자에게 제시, 시정권자로 하여금 그에 기한 연차보고서를 총회에 제출하게 한다. 이사회의 구성은 신탁통치지역의 시정을 행하는 회원국, 안전보장이사회 이사국으로서 비신탁통치국, 총회에서 3년 임기로 선출되는 이사국으로 하되 제3자는 신탁통치이사회 이사국 총수에게 제1자와 제2자를 균분하는 데 필요한 수만큼만 선출한다.
표결제도는 경제사회이사회와 동일한데, 국제연합 창설 당시에는 신탁통치지역이 11개 지역이었으나 현재는 대부분 독립하고 1990년 미크로네시아 마셜군도, 북마리아나제도 등의 신탁통치가 끝나고 마지막 신탁통치 지역으로 남아 있던 팔라우도 1994년 미국과 자유연합협정을 맺으면서 독립하여 사실상 그 기능을 상실하였다.

## 유엔 신탁 통치 국가

1945년, UN의 신탁 통치 국가(녹색)

UN의 신탁 통치 국가가 없는 2010년의 세계